# 盘庚迁殷
盘庚迁殷為发生在公元前1300年左右，是中国商朝的一个历史事件。
商朝君主盤庚曾从奄（今山东省曲阜市）迁都于殷（今河南省安阳市）（《史記》說遷都到亳，即今河南偃師），历史上被稱為“盘庚迁殷”。在此之前，商朝已遷都四次，而盤庚此次遷都是第五次。盘庚迁殷后，继续“行汤之政，然后百姓由宁，殷道复兴”，經歷了一段繁盛時期，故後世又稱商為「殷商」。盤庚遷殷為九世之亂畫下句點。此後至商朝滅亡，商朝並未再遷都。

### 參照
1. ↑  《史記·卷三·殷本紀》：帝陽甲崩，弟盤庚立，是為帝盤庚。帝盤庚之時，殷已都河北，盤庚渡河南，複居成湯之故居，乃五遷，無定處。殷民咨胥皆怨，不欲徙。盤庚乃告諭諸侯大臣曰：「昔高後成湯與爾之先祖俱定天下，法則可修。舍而弗勉，何以成德！」乃遂涉河南，治亳，行湯之政，然後百姓由甯，殷道復興。諸侯來朝，以其遵成湯之德也。
2. ↑  《史記三家註》卷三：【集解】孔安國曰：「自湯至盤庚凡五遷都。」【正義】自湯南亳遷西亳，仲丁遷隞，河亶甲居相，祖乙居耿，盤庚渡河，南居西亳，是五遷也。
3. ↑  《史記三家註》卷三：【正義】括地志云：沙丘臺在邢州平鄉東北二十里。竹書紀年：自盤庚徙殷至紂之滅二百五十三年，更不徙都，紂時稍大其邑，南距朝歌，北據邯鄲及沙丘，皆爲離宮別館。